# Jonás (profeta)
Jonás  (en hebreo:יונה Yōnā "paloma", en griego:Ιωνάς Ionas, en árabe:  يونان Yūnan) es un personaje bíblico, protagonista del libro homónimo. Jonás es mencionado en el Tanaj, la Biblia y el Corán como un profeta que al principio no quería seguir los designios divinos, pero que luego termina aceptando.
En el judaísmo, Jonás representa la enseñanza de la teshuvá, que es la capacidad de arrepentirse ante Dios para pedir perdón. En varias ramas cristianas Jonás es un santo; Jesús se autodenomina "mayor que Jonás" y promete a los fariseos "la señal de Jonás" en referencia a su resurrección. En el Islam, Jonás es considerado un profeta que fue fiel a Alá que entregó sus mensajes, la narrativa de Jonás en el Corán es la misma que se encuentra en el Tanaj (Antiguo Testamento), pero al estilo árabe con su nombre "Yūnus".

## Biografía

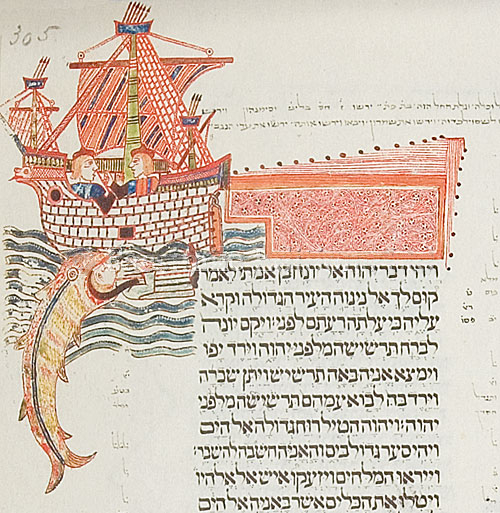
Biblia Kennicott, manuscrito miniado sefardí, 1476, fol. 305r: Jonás.

Según la Biblia, Jonás fue profeta. En cumplimiento de la palabra de Yavé, difundida por boca de Jonás, el rey Jeroboán II logró restablecer "el límite de Israel, desde el punto de entrada de Hamat hasta el mismo mar del Arabá (el mar Muerto)". De modo que al parecer Jonás fue profeta en el reino de diez tribus durante el reinado de Jeroboán II, quien reinó 41 años (820 al 779 a. C.) Es la misma persona a quien Yavé comisionó para proclamar juicio contra Nínive, por lo que es considerado el autor del libro bíblico homónimo.

## La desobediencia de Jonás

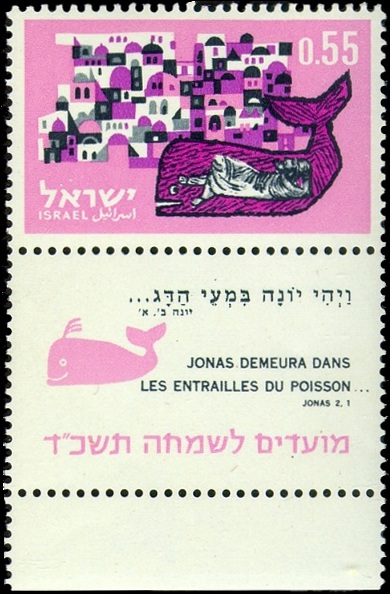
Entonces oró Jonás al Señor su Dios desde el vientre del pez" (Jonás 2:1). Estampilla israelí, diseñada por Jean David, 1963.

En lugar de cumplir con su asignación de predicar a los ninivitas, Jonás decidió huir de ella. En el puerto de Jope consiguió un pasaje en una nave que se dirigía a Tarsis, que Flavio Josefo identifica con Tarso en Asia menor (por lo general se relaciona con España o la península ibérica, a más de 3500 km al oeste de Nínive).
Después de embarcar, Jonás se durmió profundamente en las "partes más recónditas" del barco. Mientras tanto, los marineros se enfrentaron a un viento tempestuoso enviado por Yavé que amenazaba con destrozar la nave. Clamaron a sus dioses por ayuda y arrojaron objetos por la borda para aligerar la nave. El capitán de la nave despertó a Jonás, instándole a que también invocase a su dios. Finalmente los marineros echaron suertes para determinar por culpa de quién se había originado la tormenta. Yavé hizo que la suerte cayera sobre Jonás. Cuando se le preguntó, confesó que había sido infiel a su misión y, como no deseaba que otros perecieran por su culpa, pidió que le arrojasen al mar. Una vez que fracasaron todos los esfuerzos por volver a tierra, los marineros le hicieron a Jonás según su palabra y el mar detuvo su furia.
Entonces, Yavé dispuso que un gran pez se tragara a Jonás, quien pasó tres días y tres noches en su interior. Jonás oró a Yavé glorificándole como salvador y prometiéndole cumplir lo que había prometido anteriormente. Entonces, Yavé ordenó al pez que vomitara al profeta en tierra firme.

## Jonás en Nínive

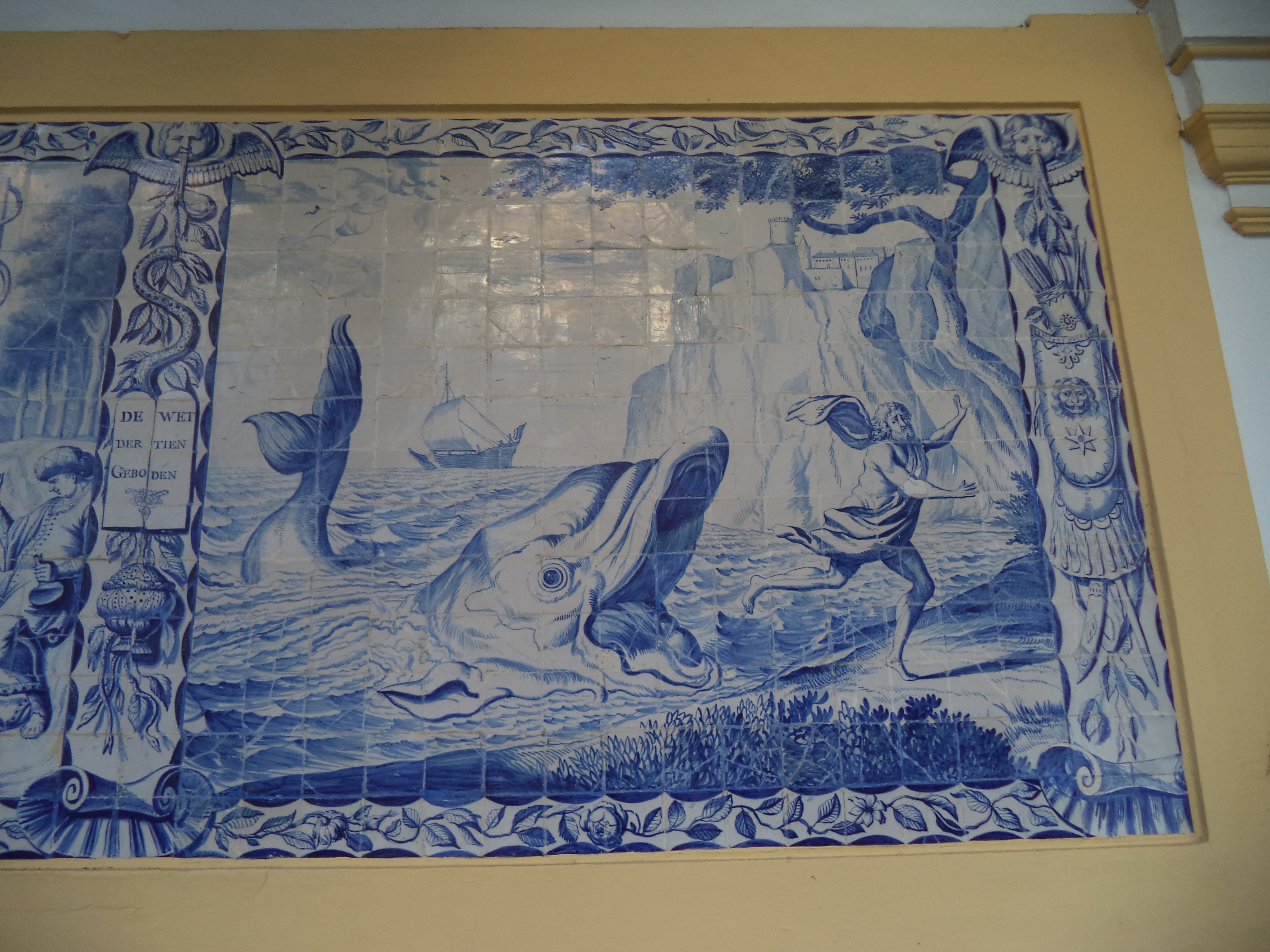
El gran pez expulsa a Jonás en la costa. Cerámica mural en el Hospital de la Caridad de Sevilla.

Cuando se le comisionó por segunda vez para ir a Nínive, Jonás emprendió el largo viaje hacia esa ciudad. "Finalmente Jonás comenzó a entrar en la ciudad por distancia de un día de camino, y siguió proclamando y diciendo: Solo cuarenta días más, y Nínive será derribada."
La Biblia no dice si Jonás conocía el idioma asirio o si se le facultó de forma milagrosa para hablarlo. Quizás habló en hebreo y alguien que conocía este idioma hizo de intérprete. En tal caso, es posible que las palabras de Jonás suscitaran gran curiosidad y mucha gente se preguntara qué decía ese extranjero.
Después de haber pasado cuarenta días sin que le ocurriera nada a Nínive, Jonás estaba muy disgustado porque Yavé no había destruido la ciudad, asegurando que Dios es Clemente y piadoso. No solo eso, también oró a Dios para que le quitará la vida y Yavé le contestó con la pregunta: "¿Es con razón que te has enardecido de cólera?". Posteriormente el profeta dejó la ciudad y acampó hacia el oriente de la ciudad, donde más tarde se hizo una enramada. Desde ese lugar, al oriente de Nínive, vigiló para ver lo que le ocurría a la ciudad.
Preparó Yavé una calabacera que le hiciese sombra y esto alegró al profeta. Sin embargo, al otro día Yavé dispuso que un gusano se encargaría de acabar con la calabacera, por lo cual el profeta se enojó y como consecuencia tuvo una insolación tan fuerte que deseaba su muerte otra vez.
Yavé le enseña que el profeta tuvo lastima de algo que el no había creado; entonces, ¿cómo Yavé no tendría piedad de Nínive, ciudad donde habitaban más de ciento veinte mil personas?. El libro de Jonás termina de esta manera abrupta, y no hay mención de Jonás en otros libros de la Biblia.

## La lección

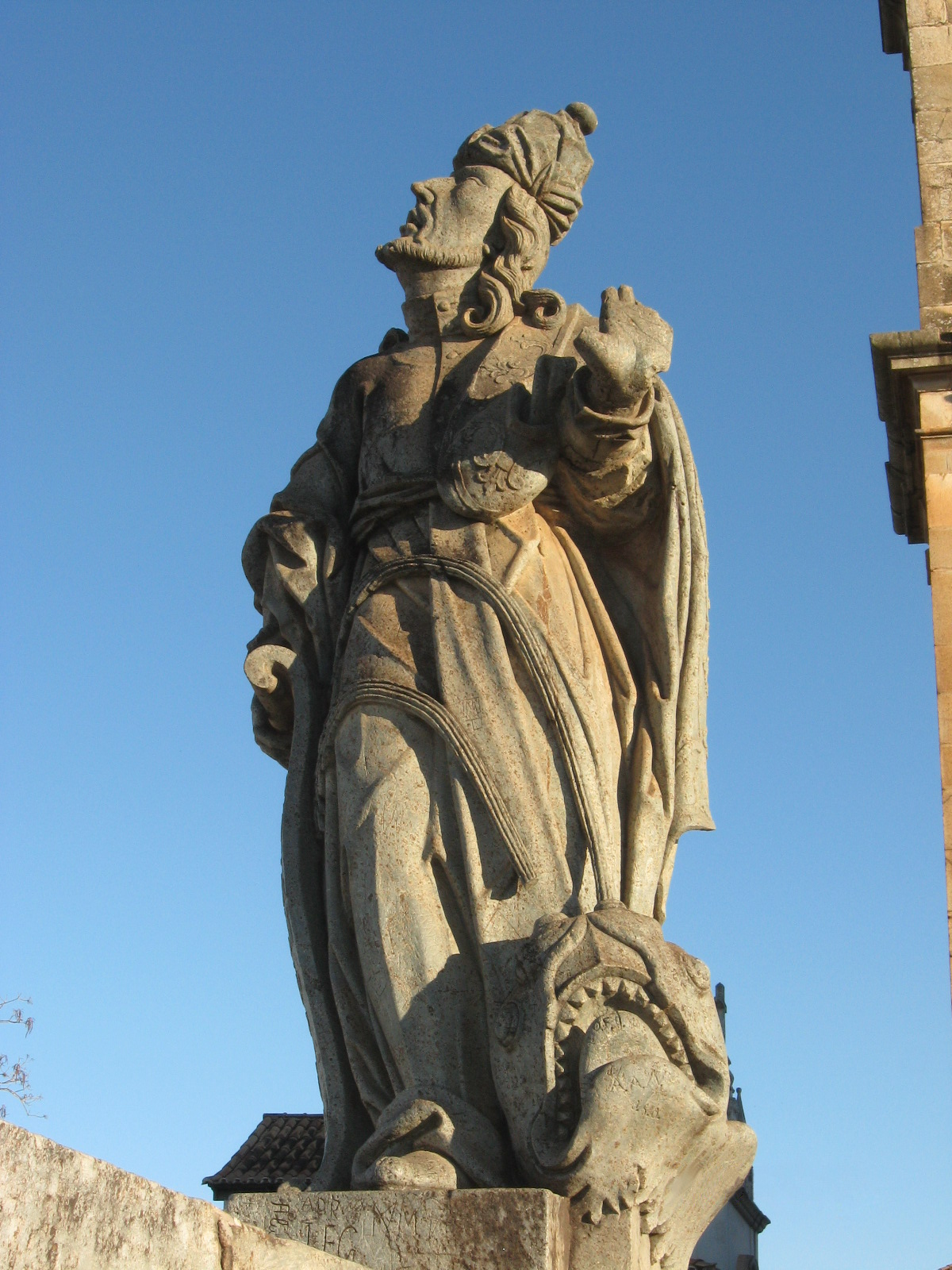
Profeta Jonás, por Aleijadinho, Congoñas, Minas Gerais, 1800-5.

El relato dice que cuando de manera milagrosa creció una calabaza vinatera para proveerle sombra, el profeta estuvo muy satisfecho, pero su alegría fue efímera. Al día siguiente, muy de mañana, un gusano hizo que la planta se secase. Privado de su sombra, Jonás quedó expuesto a un viento abrasador procedente del este y al sol ardiente que batía sobre su cabeza. De nuevo, pidió morir.
Por medio de esta calabaza vinatera Dios le enseñó a Jonás una lección de misericordia. Él sentía lástima por la calabaza vinatera cuando ni la había plantado ni cuidado. De modo que Dios le dijo a Jonás: "Por mi parte, ¿no debería yo sentir lástima por Nínive, la gran ciudad, en la cual existen más de ciento veinte mil hombres que de ningún modo saben la diferencia entre su mano derecha y su izquierda, además de muchos animales domésticos?".

## Las tumbas
Se ha dicho, de varios sitios, que son el lugar donde fue enterrado Jonás, pero ninguno de ellos ha sido confirmado como el verdadero.[cita requerida]
La más reconocida de sus tumbas se encontraba en la ciudad iraquí de Mosul, en la provincia de Nínive, donde el profeta vivió y cumplió su mandato divino, aunque no descansaba cuerpo alguno en ella. El sitio era un lugar sagrado para judíos, cristianos y musulmanes, pero fue destruido el 24 de julio del 2014 por el Estado Islámico.